# Polen op het Europees kampioenschap voetbal 2016
Polen was een van de deelnemende landen aan het Europees kampioenschap voetbal 2016 in Frankrijk. Het was de derde deelname voor het land. Voor bondscoach Adam Nawałka was het eerste keer dat hij aan het EK voetbal deelnam. Polen werd in de kwartfinale uitgeschakeld door Portugal.

## Kwalificatie

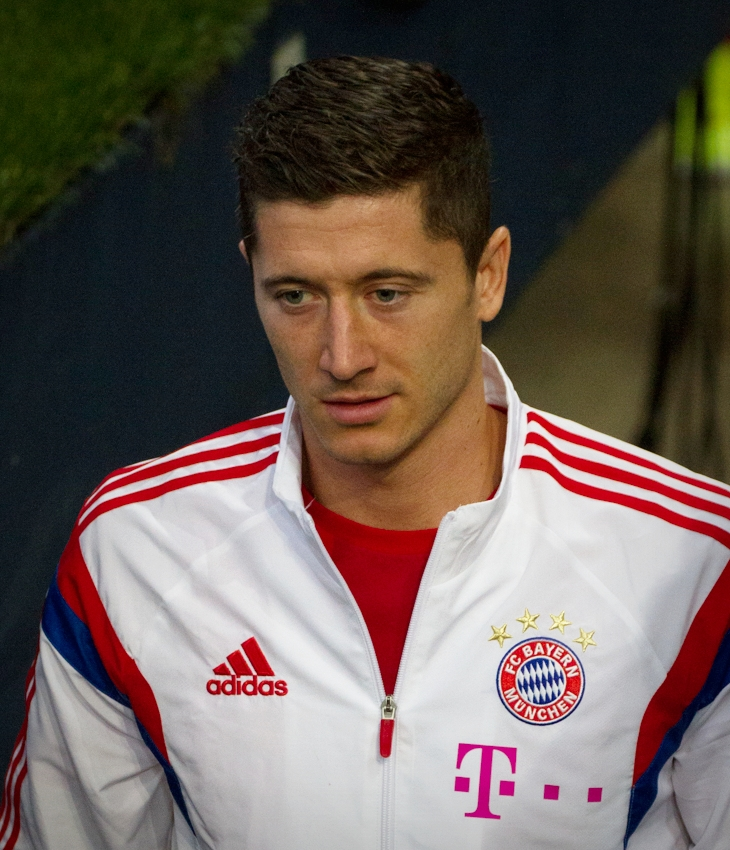
Robert Lewandowski scoorde dertien keer en werd zo topscorer van de EK-kwalificatiecampagne.

Polen begon op 7 september 2014 aan de kwalificatiecampagne met een uitwedstrijd tegen het kleine voetballand Gibraltar. Het elftal van bondscoach Adam Nawałka haalde meteen hard uit en won met 0-7 dankzij onder meer vier goals van spits Robert Lewandowski. Een maand later volgde meteen het belangrijke duel tegen regerend wereldkampioen Duitsland. Polen won voor eigen volk met 2-0 na doelpunten van Arkadiusz Milik en Sebastian Mila. Door de zege kwam Polen samen met Ierland aan de leiding in groep D.
Drie dagen na de belangrijke zege tegen buurland Duitsland speelde Polen gelijk tegen Schotland. Krzysztof Mączyński bracht de thuisploeg nochtans snel op voorsprong, maar via Shaun Maloney en Steven Naismith kantelde de wedstrijd nadien in het voordeel van Schotland. In de 76e minuut bracht Milik de score weer in evenwicht.
Op 14 november trokken de Polen naar Georgië. Het team van Nawałka won opnieuw op verplaatsing met ruime cijfers. Ditmaal werd het 0-4 na doelpunten van Kamil Glik, Grzegorz Krychowiak, Mila en Milik.
Op 29 maart 2015 stond de belangrijke uitwedstrijd tegen Ierland op het programma. Polen kwam in Dublin al in de eerste helft op voorsprong via Sławomir Peszko en leek ook met de drie punten aan de haal te gaan. In de slotminuut sloeg de thuisploeg alsnog toe. Shane Long maakte in de 92e minuut gelijk en bezorgde Ierland een belangrijk punt. Enkele maanden later haalde Polen opnieuw zwaar uit tegen Georgië. Ook voor eigen volk werd er met vier doelpunten verschil gewonnen. Het werd 4-0 na een doelpunt van Milik en een late hattrick van Lewandowski.
Op 4 september 2015 zette Duitsland de nederlaag uit de heenwedstrijd recht. Polen stond al na twintig minuten 2-0 achter, maar kon via Lewandowski nog voor de rust een aansluitingstreffer scoren. In het slot van de wedstrijd bezegelde de Duitse middenvelder Mario Götze het lot van de Polen met zijn tweede doelpunt van de avond. Drie dagen later spoelde Polen de nederlaag weg door voor eigen volk met 8-1 te winnen van Gibraltar. Lewandowski, Milik en Kamil Grosicki scoorden in dat duel elk twee keer.
Op de voorlaatste speeldag speelde Polen in Glasgow opnieuw gelijk tegen Schotland. Net als in de vorige wedstrijd tegen de Schotten werd het 2-2. Lewandowski opende al na vier minuten de score en zag hoe Schotland nadien de wedstrijd naar zich toe trok door goals van Matt Ritchie en Steven Fletcher. In de slotseconden scoorde Lewandowski opnieuw, waardoor Polen een belangrijk punt in de wacht sleepte.
Door het gelijkspel maakten Polen, Duitsland en Ierland nog kans om zich rechtstreeks te kwalificeren voor het EK. Op de slotspeeldag mocht Polen de klus voor eigen volk afmaken tegen Ierland. Krychowiak bracht de thuisploeg al snel op voorsprong, maar via een strafschopdoelpunt van Jonathan Walters kwam Ierland meteen daarna op gelijke hoogte. Vlak voor de rust kopte Lewandowski zijn land opnieuw op voorsprong. Het was zijn dertiende doelpunt in de EK-kwalificatiecampagne, een evenaring van het record van de Noord-Ier David Healy. In de tweede helft wist Polen stand te houden. Door de zege werd Polen tweede in groep D.

### Kwalificatieduels
| 7 september 2014 | Gibraltar | 0 – 7 | Polen     |
| 11 oktober 2014  | Polen     | 2 – 0 | Duitsland |
| 14 oktober 2014  | Polen     | 2 – 2 | Schotland |
| 14 november 2014 | Georgië   | 0 – 4 | Polen     |
| 29 maart 2015    | Ierland   | 1 – 1 | Polen     |
| 13 juni 2015     | Polen     | 4 – 0 | Georgië   |
| 4 september 2015 | Duitsland | 3 – 1 | Polen     |
| 7 september 2015 | Polen     | 8 – 1 | Gibraltar |
| 8 oktober 2015   | Schotland | 2 – 2 | Polen     |
| 11 oktober 2015  | Polen     | 2 – 1 | Ierland   |

### Stand groep D
| Nr. | Land      | GW | W | G | V  | DV | DT | DS  | Ptn |
| --- | --------- | -- | - | - | -- | -- | -- | --- | --- |
| 1   | Duitsland | 10 | 7 | 1 | 2  | 24 | 9  | +15 | 22  |
| 2   | Polen     | 10 | 6 | 3 | 1  | 33 | 10 | +23 | 21  |
| 3   | Ierland   | 10 | 5 | 3 | 2  | 19 | 7  | +12 | 18  |
| 4   | Schotland | 10 | 4 | 3 | 3  | 22 | 12 | +10 | 15  |
| 5   | Georgië   | 10 | 3 | 0 | 7  | 10 | 16 | -6  | 9   |
| 6   | Gibraltar | 10 | 0 | 0 | 10 | 2  | 56 | -54 | 0   |

### Selectie en statistieken

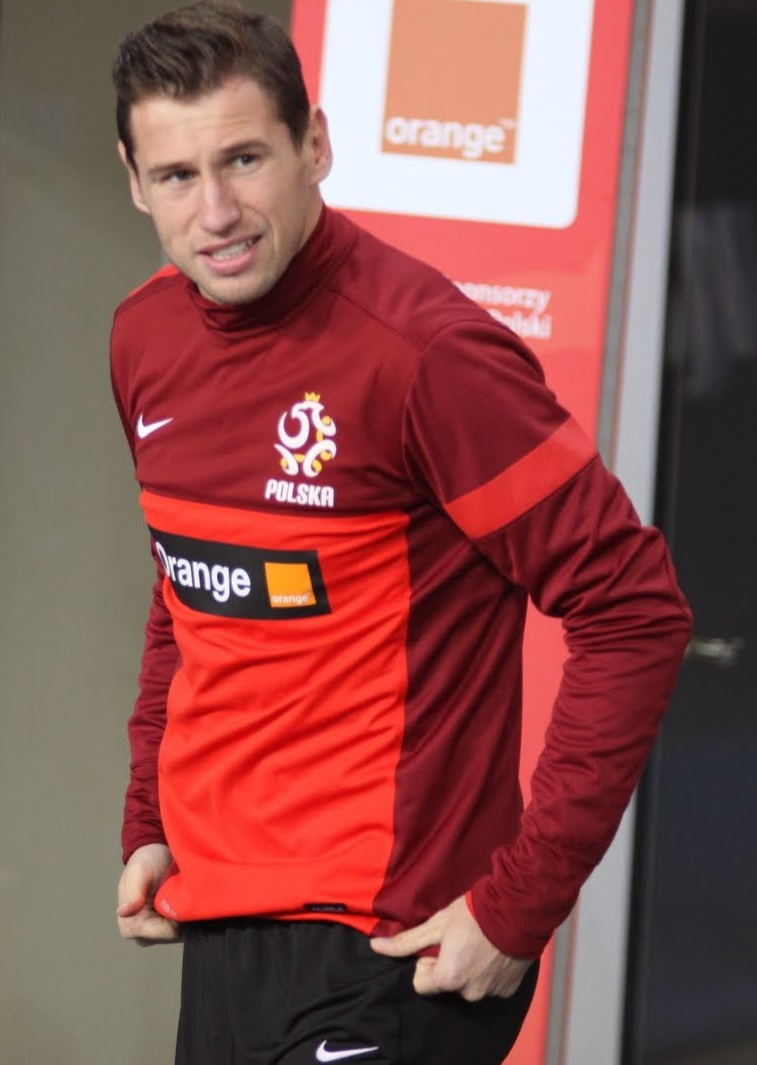
Middenvelder Grzegorz Krychowiak miste als enige Poolse speler geen enkele speelminuut tijdens de kwalificatiecampagne.

Bondscoach Adam Nawałka maakte tijdens de kwalificatiecampagne gebruik van 28 spelers.
| Naam                 | GW |    | AS |   |   |   |   |   |
| -------------------- | -- | -- | -- | - | - | - | - | - |
| Grzegorz Krychowiak  | 10 | 2  | 2  | 2 | 0 | 0 | 0 | 0 |
| Robert Lewandowski   | 10 | 13 | 2  | 1 | 0 | 0 | 0 | 1 |
| Kamil Glik           | 9  | 1  | 1  | 4 | 0 | 0 | 0 | 0 |
| Kamil Grosicki       | 9  | 4  | 4  | 1 | 0 | 0 | 0 | 7 |
| Arkadiusz Milik      | 9  | 6  | 6  | 0 | 0 | 0 | 0 | 4 |
| Łukasz Szukała       | 9  | 1  | 0  | 2 | 0 | 0 | 1 | 0 |
| Krzysztof Mączyński  | 8  | 1  | 3  | 0 | 0 | 0 | 1 | 3 |
| Maciej Rybus         | 8  | 0  | 2  | 2 | 0 | 0 | 1 | 1 |
| Łukasz Piszczek      | 7  | 0  | 1  | 1 | 0 | 0 | 0 | 1 |
| Łukasz Fabiański     | 6  | 0  | 0  | 0 | 0 | 0 | 0 | 0 |
| Tomasz Jodłowiec     | 6  | 0  | 0  | 1 | 0 | 0 | 3 | 0 |
| Paweł Olkowski       | 6  | 0  | 0  | 0 | 0 | 0 | 2 | 2 |
| Jakub Błaszczykowski | 5  | 1  | 1  | 0 | 0 | 0 | 3 | 2 |
| Sebastian Mila       | 5  | 2  | 0  | 1 | 0 | 0 | 4 | 1 |
| Jakub Wawrzyniak     | 5  | 0  | 1  | 0 | 0 | 0 | 1 | 1 |
| Sławomir Peszko      | 4  | 1  | 0  | 2 | 0 | 0 | 2 | 2 |
| Wojciech Szczęsny    | 4  | 0  | 0  | 0 | 0 | 0 | 0 | 0 |
| Artur Jędrzejczyk    | 3  | 0  | 1  | 0 | 0 | 0 | 1 | 0 |
| Michał Pazdan        | 3  | 0  | 0  | 0 | 0 | 0 | 0 | 1 |
| Waldemar Sobota      | 3  | 0  | 0  | 0 | 0 | 0 | 2 | 1 |
| Karol Linetty        | 2  | 0  | 0  | 1 | 0 | 0 | 1 | 0 |
| Bartosz Kapustka     | 1  | 1  | 0  | 0 | 0 | 0 | 1 | 0 |
| Mateusz Klich        | 1  | 0  | 1  | 1 | 0 | 0 | 0 | 1 |
| Marcin Komorowski    | 1  | 0  | 0  | 0 | 0 | 0 | 1 | 0 |
| Michał Kucharczyk    | 1  | 0  | 0  | 0 | 0 | 0 | 1 | 0 |
| Filip Starzyński     | 1  | 0  | 1  | 0 | 0 | 0 | 1 | 0 |
| Piotr Zieliński      | 1  | 0  | 0  | 0 | 0 | 0 | 1 | 0 |
| Michał Żyro          | 1  | 0  | 0  | 0 | 0 | 0 | 1 | 0 |

## EK-voorbereiding

### Wedstrijden
|                                                   |                                                |       |                                      |                                                                                            |
| 13 november 2015 «onderlinge duels» 20:45 (UTC+1) | Polen                                          | 4 – 2 | IJsland                              | Nationaal Stadion, Warschau Toeschouwers: 56.207 Scheidsrechter: Padraigh Sutton (Ierland) |
| 13 november 2015 «onderlinge duels» 20:45 (UTC+1) | Grosicki 52' Kapustka 66' Lewandowski 76', 78' |       | 4' (pen.) Sigurðsson 69' Finnbogason | Nationaal Stadion, Warschau Toeschouwers: 56.207 Scheidsrechter: Padraigh Sutton (Ierland) |

|                                                   |                                     |       |               |                                                                                             |
| 17 november 2015 «onderlinge duels» 21:00 (UTC+1) | Polen                               | 3 – 1 | Tsjechië      | Stadion Miejski, Wrocław Toeschouwers: 40.793 Scheidsrechter: Sándor Andó-Szabó (Hongarije) |
| 17 november 2015 «onderlinge duels» 21:00 (UTC+1) | Milik 3' Jodłowiec 12' Grosicki 71' |       | 41' L. Krejčí | Stadion Miejski, Wrocław Toeschouwers: 40.793 Scheidsrechter: Sándor Andó-Szabó (Hongarije) |

|                                                |                    |       |        |                                                                                            |
| 23 maart 2016 «onderlinge duels» 20:45 (UTC+1) | Polen              | 1 – 0 | Servië | Stadion Miejski, Poznań Toeschouwers: 38.271 Scheidsrechter: Alexander Harkam (Oostenrijk) |
| 23 maart 2016 «onderlinge duels» 20:45 (UTC+1) | Błaszczykowski 28' |       |        | Stadion Miejski, Poznań Toeschouwers: 38.271 Scheidsrechter: Alexander Harkam (Oostenrijk) |

|                                                |                                                   |       |         |                                                                                       |
| 26 maart 2016 «onderlinge duels» 17:30 (UTC+1) | Polen                                             | 5 – 0 | Finland | Stadion Miejski, Wrocław Toeschouwers: 42.068 Scheidsrechter: Hiroyuki Kimura (Japan) |
| 26 maart 2016 «onderlinge duels» 17:30 (UTC+1) | Grosicki 18', 85' Wszołek 20', 66' Starzyński 32' |       |         | Stadion Miejski, Wrocław Toeschouwers: 42.068 Scheidsrechter: Hiroyuki Kimura (Japan) |

|                                              |                 |       |                           |                                                                                           |
| 1 juni 2016 «onderlinge duels» 20:45 (UTC+2) | Polen           | 1 – 2 | Nederland                 | PGE Arena Gdańsk, Gdańsk Toeschouwers: 41.000 Scheidsrechter: Miroslav Zelinka (Tsjechië) |
| 1 juni 2016 «onderlinge duels» 20:45 (UTC+2) | Jędrzejczyk 60' |       | 33' Janssen 76' Wijnaldum | PGE Arena Gdańsk, Gdańsk Toeschouwers: 41.000 Scheidsrechter: Miroslav Zelinka (Tsjechië) |

|                                              |       |       |          |                                                                                           |
| 6 juni 2016 «onderlinge duels» 18:00 (UTC+2) | Polen | 0 – 0 | Litouwen | Henryk Reymanstadion, Krakau Toeschouwers: 33.027 Scheidsrechter: Filip Glova (Slowakije) |
| 6 juni 2016 «onderlinge duels» 18:00 (UTC+2) |       |       |          | Henryk Reymanstadion, Krakau Toeschouwers: 33.027 Scheidsrechter: Filip Glova (Slowakije) |

## Het Europees kampioenschap
De loting vond op 12 december 2015 plaats in Parijs. Polen werd ondergebracht in groep C, samen met Duitsland, Oekraïne en Noord-Ierland. Polen en Duitsland ontmoetten elkaar al in de kwalificatiecampagne voor het EK. Beide landen wonnen toen thuis met twee doelpunten verschil.
Polen won haar eerste groepsduel met 1-0 van Noord-Ierland. Arkadiusz Milik schoot op aangeven van Jakub Błaszczykowski in de 51e minuut het enige doelpunt van de wedstrijd binnen vanuit het strafschopgebied. Polen zorgde in haar tweede groepswedstrijd samen met Duitsland vervolgens voor de eerste 0-0 van het toernooi. Doelman Łukasz Fabiański verving Wojciech Szczęsny, die kampte met een dijbeenblessure die hij opliep tegen de Noord-Ieren. In Polens derde groepsduel voldeed één doelpunt opnieuw om van het al uitgeschakelde Oekraïne te winnen: 1-0. Milik nam in het begin van de tweede helft een corner van rechts door hem kort naar Bartosz Kapustka te spelen. Nadat hij de bal teruggaf aan Milik, speelde die Błaszczykowski aan in het strafschopgebied. Hij passeerde doelman Andrij Pjatov met een diagonaal schot. Polen eindigde met zeven punten op basis van doelsaldo achter Duitsland en plaatste zich zo als nummer twee in de groep voor de achtste finales.
De Polen namen het in hun achtste finale op tegen Zwitserland, de nummer twee van groep A. Polen kwam in de 39e minuut op 1-0. Fabiański ving een kopbal van Johan Djourou en hervatte het spel met een snelle uitworp naar Kamil Grosicki. Die stoomde links op het middenveld op tot in het Zwitserse strafschopgebied en legde de bal daarna breed op Błaszczykowski. Hij passeerde doelman Yann Sommer met een laag schot in de korte hoek. Zwitserland maakte in de 82e minuut gelijk. Stephan Lichtsteiner bracht de bal vanaf links voor het Poolse doel, waarna Michał Pazdan die probeerde de weg te werken. De bal ging hierdoor met een boog richting Xherdan Shaqiri, die stond opgesteld op de rand van het strafschopgebied. Hij schoot de bal met een halve omhaal in de rechterhoek van het Poolse doel. Het bleef 1-1 tot het einde van zowel de reguliere speeltijd als de verlenging. Een beslissende strafschoppenreeks was nodig. Polen won deze met 5-4. Granit Xhaka was de enige die miste. Daarmee gingen de Polen door naar de kwartfinales.
Polen speelde in haar kwartfinale tegen Portugal, dat de laatste acht bereikte ten koste van Kroatië. Robert Lewandowski maakte in de tweede minuut 1-0, het snelste doelpunt op het EK. De Portugese verdediger Cédric Soares ging onder een lange bal door, waardoor Grosicki die net buiten het strafschopgebied kon aannemen en voorgeven. Lewandowski kreeg de bal ter hoogte van de strafschopstip en schoot hem ineens in de linkerhoek. Na iets meer dan een half uur maakte Portugal gelijk. Adrien Silva speelde Renato Sanches aan op rechts, waarna die naar het midden trok en een een-tweetje aanging met Nani. Nadat hij de bal terugkreeg, schoot hij die vanaf de rand van het strafschopgebied en via het been van Grzegorz Krychowiak langs Fabiański. Gedurende de rest van de wedstrijd en beide verlengingen vielen er geen doelpunten meer. Een beslissende strafschoppenreeks was nodig. Portugal schoot hierin vijf keer raak, terwijl Błaszczykowski miste voor Polen. Daarmee zat het toernooi er voor de Polen op.

### Uitrustingen
| Thuis | Uit | Alternatief | Doelman | Doelman | Doelman |

### Technische staf
|                 |                     |
| Functie         | Naam                |
| Bondscoach      | Adam Nawałka (foto) |
| Assistent-coach | Bogdan Zając        |
| Assistent-coach | Robert Góralczyk    |
| Keeperstrainer  | Jarosław Tkocz      |
| Fitness coach   | Remigiusz Rzepka    |
| Dokter          | Jacek Jaroszewski   |

### Selectie en statistieken
| Nr. | Naam                 | Geboortedatum | GW |   |   |   |   |   |   | Club              | Positie(s) |
| --- | -------------------- | ------------- | -- | - | - | - | - | - | - | ----------------- | ---------- |
| 1   | Wojciech Szczęsny    | 18-04-1990    | 1  | 0 | 0 | 0 | 0 | 0 | 0 | AS Roma           | GK         |
| 2   | Michał Pazdan        | 21-09-1987    | 5  | 0 | 1 | 0 | 0 | 0 | 0 | Legia Warschau    | CB         |
| 3   | Artur Jędrzejczyk    | 14-11-1987    | 5  | 0 | 2 | 0 | 0 | 0 | 0 | Legia Warschau    | RB, CB, LB |
| 4   | Thiago Cionek        | 21-04-1986    | 1  | 0 | 0 | 0 | 0 | 0 | 0 | Palermo           | CB, RB     |
| 5   | Krzysztof Mączyński  | 23-05-1987    | 4  | 0 | 1 | 0 | 0 | 0 | 4 | Wisła Kraków      | CM, DM     |
| 6   | Tomasz Jodłowiec     | 08-09-1985    | 5  | 0 | 0 | 0 | 0 | 4 | 0 | Legia Warschau    | DM, CB     |
| 7   | Arkadiusz Milik      | 28-02-1994    | 5  | 1 | 0 | 0 | 0 | 0 | 1 | Ajax              | CF         |
| 8   | Karol Linetty        | 02-02-1995    | 0  | 0 | 0 | 0 | 0 | 0 | 0 | Lech Poznań       | CM         |
| 9   | Robert Lewandowski   | 21-08-1988    | 5  | 1 | 0 | 0 | 0 | 0 | 0 | Bayern München    | CF         |
| 10  | Grzegorz Krychowiak  | 29-01-1990    | 5  | 0 | 0 | 0 | 0 | 0 | 0 | Sevilla           | DM, CM     |
| 11  | Kamil Grosicki       | 08-06-1988    | 5  | 0 | 1 | 0 | 0 | 2 | 3 | Stade Rennais     | RW, LW     |
| 12  | Artur Boruc          | 20-02-1980    | 0  | 0 | 0 | 0 | 0 | 0 | 0 | Bournemouth       | GK         |
| 13  | Mariusz Stępiński    | 12-05-1995    | 0  | 0 | 0 | 0 | 0 | 0 | 0 | Ruch Chorzów      | CF         |
| 14  | Jakub Wawrzyniak     | 07-07-1983    | 0  | 0 | 0 | 0 | 0 | 0 | 0 | Lechia Gdańsk     | CB, LB     |
| 15  | Kamil Glik           | 03-02-1988    | 5  | 0 | 1 | 0 | 0 | 0 | 0 | Torino            | CB         |
| 16  | Jakub Błaszczykowski | 14-12-1985    | 5  | 2 | 0 | 0 | 0 | 1 | 2 | Fiorentina        | RM, RW     |
| 17  | Sławomir Peszko      | 19-02-1985    | 3  | 0 | 1 | 0 | 0 | 3 | 0 | Lechia Gdańsk     | LW, RW     |
| 18  | Bartosz Salamon      | 01-05-1991    | 0  | 0 | 0 | 0 | 0 | 0 | 0 | Cagliari          | CB         |
| 19  | Piotr Zieliński      | 20-05-1994    | 1  | 0 | 0 | 0 | 0 | 0 | 1 | Empoli            | CM, RW     |
| 20  | Łukasz Piszczek      | 03-06-1985    | 4  | 0 | 1 | 0 | 0 | 0 | 0 | Borussia Dortmund | RB         |
| 21  | Bartosz Kapustka     | 23-12-1996    | 4  | 0 | 3 | 0 | 0 | 1 | 3 | Cracovia          | LW, AM, RW |
| 22  | Łukasz Fabiański     | 18-04-1985    | 4  | 0 | 0 | 0 | 0 | 0 | 0 | Swansea City      | GK         |
| 23  | Filip Starzyński     | 27-05-1991    | 1  | 0 | 0 | 0 | 0 | 1 | 0 | Lokeren           | AM         |

### Wedstrijden
| Nr. | Land          | GW | W | G | V | DV | DT | DS | Ptn |
| --- | ------------- | -- | - | - | - | -- | -- | -- | --- |
| 1   | Duitsland     | 3  | 2 | 1 | 0 | 3  | 0  | +3 | 7   |
| 2   | Polen         | 3  | 2 | 1 | 0 | 2  | 0  | +2 | 7   |
| 3   | Noord-Ierland | 3  | 1 | 0 | 2 | 2  | 2  | 0  | 3   |
| 4   | Oekraïne      | 3  | 0 | 0 | 3 | 0  | 5  | -5 | 0   |

#### Groepsfase
|                                               |           |       |               |                                                                                      |
| 12 juni 2016 «onderlinge duels» 18:00 (UTC+2) | Polen     | 1 – 0 | Noord-Ierland | Allianz Riviera, Nice Toeschouwers: 33.742 Scheidsrechter: Ovidiu Haţegan (Roemenië) |
| 12 juni 2016 «onderlinge duels» 18:00 (UTC+2) | Milik 51' |       |               | Allianz Riviera, Nice Toeschouwers: 33.742 Scheidsrechter: Ovidiu Haţegan (Roemenië) |

| Polen | Noord-Ierland |

| Polen:         |    |                      |         |
|                |    |                      |         |
| GK             | 1  | Wojciech Szczęsny    |         |
| RB             | 20 | Łukasz Piszczek      | 89'     |
| CB             | 15 | Kamil Glik           |         |
| CB             | 2  | Michał Pazdan        |         |
| LB             | 3  | Artur Jędrzejczyk    |         |
| RW             | 16 | Jakub Błaszczykowski | 80'     |
| CM             | 10 | Grzegorz Krychowiak  |         |
| CM             | 5  | Krzysztof Mączyński  | 78'     |
| LW             | 21 | Bartosz Kapustka     | 65' 88' |
| AM             | 7  | Arkadiusz Milik      |         |
| CF             | 9  | Robert Lewandowski   |         |
| Wisselspelers: |    |                      |         |
| MF             | 6  | Tomasz Jodłowiec     | 78'     |
| MF             | 11 | Kamil Grosicki       | 80'     |
| MF             | 17 | Sławomir Peszko      | 88'     |
| Coach:         |    |                      |         |
| Adam Nawałka   |    |                      |         |

| Noord-Ierland:  |    |                  |     |
|                 |    |                  |     |
| GK              | 1  | Michael McGovern |     |
| RWB             | 2  | Conor McLaughlin |     |
| CB              | 20 | Craig Cathcart   | 69' |
| CB              | 4  | Gareth McAuley   |     |
| CB              | 5  | Jonny Evans      |     |
| LWB             | 3  | Shane Ferguson   | 66' |
| DM              | 6  | Chris Baird      | 76' |
| CM              | 8  | Steven Davis     |     |
| CM              | 16 | Oliver Norwood   |     |
| AM              | 17 | Patrick McNair   | 46' |
| CF              | 10 | Kyle Lafferty    |     |
| Wisselspelers:  |    |                  |     |
| MF              | 14 | Stuart Dallas    | 46' |
| FW              | 11 | Conor Washington | 66' |
| FW              | 19 | Jamie Ward       | 76' |
| Coach:          |    |                  |     |
| Michael O'Neill |    |                  |     |

Man van de wedstrijd:

 Grzegorz Krychowiak

|                                               |           |       |       |                                                                                             |
| 16 juni 2016 «onderlinge duels» 21:00 (UTC+2) | Duitsland | 0 – 0 | Polen | Stade de France, Saint-Denis Toeschouwers: 73.648 Scheidsrechter: Björn Kuipers (Nederland) |
| 16 juni 2016 «onderlinge duels» 21:00 (UTC+2) |           |       |       | Stade de France, Saint-Denis Toeschouwers: 73.648 Scheidsrechter: Björn Kuipers (Nederland) |

| Duitsland | Polen |

| Duitsland:     |    |                  |     |
|                |    |                  |     |
| GK             | 1  | Manuel Neuer     |     |
| RB             | 4  | Benedikt Höwedes |     |
| CB             | 17 | Jérôme Boateng   | 67' |
| CB             | 5  | Mats Hummels     |     |
| LB             | 3  | Jonas Hector     |     |
| CM             | 6  | Sami Khedira     | 3'  |
| CM             | 18 | Toni Kroos       |     |
| AM             | 8  | Mesut Özil       | 34' |
| RW             | 13 | Thomas Müller    |     |
| CF             | 19 | Mario Götze      | 66' |
| LW             | 11 | Julian Draxler   | 72' |
| Wisselspelers: |    |                  |     |
| MF             | 9  | André Schürrle   | 66' |
| FW             | 23 | Mario Gómez      | 72' |
| Joachim Löw    |    |                  |     |

| Polen:         |    |                      |         |
|                |    |                      |         |
| GK             | 22 | Łukasz Fabiański     |         |
| RB             | 20 | Łukasz Piszczek      |         |
| CB             | 15 | Kamil Glik           |         |
| CB             | 2  | Michał Pazdan        |         |
| LB             | 3  | Artur Jędrzejczyk    |         |
| RW             | 16 | Jakub Błaszczykowski | 80'     |
| CM             | 10 | Grzegorz Krychowiak  |         |
| CM             | 5  | Krzysztof Mączyński  | 45' 76' |
| LW             | 11 | Kamil Grosicki       | 55' 87' |
| AM             | 7  | Arkadiusz Milik      |         |
| CF             | 9  | Robert Lewandowski   |         |
| Wisselspelers: |    |                      |         |
| MF             | 6  | Tomasz Jodłowiec     | 76'     |
| MF             | 21 | Bartosz Kapustka     | 80'     |
| MF             | 17 | Sławomir Peszko      | 87'     |
| Coach:         |    |                      |         |
| Adam Nawałka   |    |                      |         |

Man van de wedstrijd:

 Jérôme Boateng

|                                               |          |                    |       |                                                                                               |
| 21 juni 2016 «onderlinge duels» 18:00 (UTC+2) | Oekraïne | 0 – 1              | Polen | Stade Vélodrome, Marseille Toeschouwers: 58.874 Scheidsrechter: Svein Oddvar Moen (Noorwegen) |
| 21 juni 2016 «onderlinge duels» 18:00 (UTC+2) |          | 54' Błaszczykowski |       | Stade Vélodrome, Marseille Toeschouwers: 58.874 Scheidsrechter: Svein Oddvar Moen (Noorwegen) |

| Oekraïne | Polen |

| Oekraïne:        |    |                      |       |
|                  |    |                      |       |
| GK               | 1  | Andrij Pjatov        |       |
| RB               | 17 | Artem Fedetskyi      |       |
| CB               | 3  | Jevhen Chatsjeridi   |       |
| CB               | 5  | Oleksandr Koetsjer   | 38'   |
| LB               | 2  | Bohdan Boetko        |       |
| CM               | 6  | Taras Stepanenko     |       |
| CM               | 14 | Roeslan Rotan        | 25'   |
| AM               | 21 | Oleksandr Zintsjenko | 73'   |
| RW               | 7  | Andriy Yarmolenko    |       |
| CF               | 8  | Roman Zozoelja       | 90+2' |
| LW               | 10 | Jevhen Konopljanka   |       |
| Wisselspelers:   |    |                      |       |
| MF               | 9  | Viktor Kovalenko     | 73'   |
| MF               | 4  | Anatoli Tymosjtsjoek | 90+2' |
| Coach:           |    |                      |       |
| Michajlo Fomenko |    |                      |       |

| Polen:         |    |                      |         |
|                |    |                      |         |
| GK             | 22 | Łukasz Fabiański     |         |
| RB             | 4  | Thiago Cionek        |         |
| CB             | 15 | Kamil Glik           |         |
| CB             | 2  | Michał Pazdan        |         |
| LB             | 3  | Artur Jędrzejczyk    |         |
| RW             | 19 | Piotr Zieliński      | 46'     |
| CM             | 10 | Grzegorz Krychowiak  |         |
| CM             | 6  | Tomasz Jodłowiec     |         |
| LW             | 21 | Bartosz Kapustka     | 60' 71' |
| AM             | 7  | Arkadiusz Milik      | 90+3'   |
| CF             | 9  | Robert Lewandowski   |         |
| Wisselspelers: |    |                      |         |
| MF             | 16 | Jakub Błaszczykowski | 46'     |
| MF             | 11 | Kamil Grosicki       | 71'     |
| MF             | 23 | Filip Starzyński     | 90+3'   |
| Coach:         |    |                      |         |
| Adam Nawałka   |    |                      |         |

Man van de wedstrijd:

 Roeslan Rotan

#### Achtste finale
|                                               |                                            |              |                                                  | |
| 25 juni 2016 «onderlinge duels» 15:00 (UTC+2) | Zwitserland                                | 1 – 1 (n.v.) | Polen                                            | Stade Geoffroy-Guichard, Saint-Étienne Toeschouwers: 38.842 Scheidsrechter: Mark Clattenburg (Engeland) |
| 25 juni 2016 «onderlinge duels» 15:00 (UTC+2) | Shaqiri 82'                                |              | 39' Błaszczykowski                               | Stade Geoffroy-Guichard, Saint-Étienne Toeschouwers: 38.842 Scheidsrechter: Mark Clattenburg (Engeland) |
| 25 juni 2016 «onderlinge duels» 15:00 (UTC+2) | Strafschoppen                              |              |                                                  | Stade Geoffroy-Guichard, Saint-Étienne Toeschouwers: 38.842 Scheidsrechter: Mark Clattenburg (Engeland) |
| 25 juni 2016 «onderlinge duels» 15:00 (UTC+2) | Lichtsteiner Xhaka Shaqiri Schär Rodríguez | 4 – 5        | Lewandowski Milik Glik Błaszczykowski Krychowiak | Stade Geoffroy-Guichard, Saint-Étienne Toeschouwers: 38.842 Scheidsrechter: Mark Clattenburg (Engeland) |

| Zwitserland | Polen |

| Zwitserland:      |    |                      |      |
|                   |    |                      |      |
| GK                | 1  | Yann Sommer          |      |
| RB                | 2  | Stephan Lichtsteiner |      |
| CB                | 22 | Fabian Schär         | 55'  |
| CB                | 20 | Johan Djourou        | 117' |
| LB                | 13 | Ricardo Rodríguez    |      |
| CM                | 11 | Valon Behrami        | 77'  |
| CM                | 10 | Granit Xhaka         |      |
| RW                | 23 | Xherdan Shaqiri      |      |
| AM                | 15 | Blerim Džemaili      | 58'  |
| LW                | 18 | Admir Mehmedi        | 70'  |
| CF                | 9  | Haris Seferović      |      |
| Wisselspelers:    |    |                      |      |
| FW                | 7  | Breel Embolo         | 58'  |
| FW                | 19 | Eren Derdiyok        | 70'  |
| MF                | 16 | Gelson Fernandes     | 77'  |
| Coach:            |    |                      |      |
| Vladimir Petković |    |                      |      |

| Polen:         |    |                      |      |
|                |    |                      |      |
| GK             | 22 | Łukasz Fabiański     |      |
| RB             | 20 | Łukasz Piszczek      |      |
| CB             | 15 | Kamil Glik           |      |
| CB             | 2  | Michał Pazdan        | 111' |
| LB             | 3  | Artur Jędrzejczyk    | 58'  |
| RW             | 16 | Jakub Błaszczykowski |      |
| CM             | 10 | Grzegorz Krychowiak  |      |
| CM             | 5  | Krzysztof Mączyński  | 101' |
| LW             | 11 | Kamil Grosicki       | 104' |
| AM             | 7  | Arkadiusz Milik      |      |
| CF             | 9  | Robert Lewandowski   |      |
| Wisselspelers: |    |                      |      |
| MF             | 6  | Tomasz Jodłowiec     | 101' |
| MF             | 17 | Sławomir Peszko      | 104' |
| Coach:         |    |                      |      |
| Adam Nawałka   |    |                      |      |

Man van de wedstrijd:

 Xherdan Shaqiri

#### Kwartfinale
|                                               |                                       |              |                                        |                                                                    |
| 30 juni 2016 «onderlinge duels» 21:00 (UTC+2) | Polen                                 | 1 – 1 (n.v.) | Portugal                               | Stade Vélodrome, Marseille Scheidsrechter: Felix Brych (Duitsland) |
| 30 juni 2016 «onderlinge duels» 21:00 (UTC+2) | Lewandowski 2'                        |              | 33' Sanches                            | Stade Vélodrome, Marseille Scheidsrechter: Felix Brych (Duitsland) |
| 30 juni 2016 «onderlinge duels» 21:00 (UTC+2) | Strafschoppen                         |              |                                        | Stade Vélodrome, Marseille Scheidsrechter: Felix Brych (Duitsland) |
| 30 juni 2016 «onderlinge duels» 21:00 (UTC+2) | Lewandowski Milik Glik Błaszczykowski | 3 – 5        | Ronaldo Sanches Moutinho Nani Quaresma | Stade Vélodrome, Marseille Scheidsrechter: Felix Brych (Duitsland) |

| Polen | Portugal |

| Polen:         |    |                      |         |
|                |    |                      |         |
| GK             | 22 | Łukasz Fabiański     |         |
| RB             | 20 | Łukasz Piszczek      |         |
| CB             | 15 | Kamil Glik           | 66'     |
| CB             | 2  | Michał Pazdan        |         |
| LB             | 3  | Artur Jędrzejczyk    | 42'     |
| RW             | 16 | Jakub Błaszczykowski |         |
| CM             | 10 | Grzegorz Krychowiak  |         |
| CM             | 5  | Krzysztof Mączyński  | 98'     |
| LW             | 11 | Kamil Grosicki       | 82'     |
| AM             | 7  | Arkadiusz Milik      |         |
| CF             | 9  | Robert Lewandowski   |         |
| Wisselspelers: |    |                      |         |
| MF             | 21 | Bartosz Kapustka     | 82' 89' |
| MF             | 6  | Tomasz Jodłowiec     | 98'     |
| Coach:         |    |                      |         |
| Adam Nawałka   |    |                      |         |

| Portugal:       |    |                   |           |
|                 |    |                   |           |
| GK              | 1  | Rui Patrício      |           |
| RB              | 21 | Cédric Soares     |           |
| CB              | 3  | Pepe              |           |
| CB              | 4  | José Fonte        |           |
| LB              | 19 | Eliseu            |           |
| RW              | 16 | Renato Sanches    |           |
| CM              | 14 | William Carvalho  | 90+2' 96' |
| CM              | 23 | Adrien Silva      | 70' 74'   |
| LW              | 10 | João Mário        | 80'       |
| CF              | 17 | Nani              |           |
| CF              | 7  | Cristiano Ronaldo |           |
| Wisselspelers:  |    |                   |           |
| MF              | 8  | João Moutinho     | 74'       |
| MF              | 20 | Ricardo Quaresma  | 80'       |
| MF              | 13 | Danilo Pereira    | 96'       |
| Coach:          |    |                   |           |
| Fernando Santos |    |                   |           |

Man van de wedstrijd:

 Renato Sanches

Poolse voetbalbond · A-internationals · Selecties · Statistieken · Pools vrouwenelftal · Olympisch elftal · Polen U21 · Polen U20 · Polen U19 · Polen U18 · Polen U17 · Polen U16
1921 – 1929 ·
1930 – 1939 ·
1940 – 1949 ·
1950 – 1959 ·
1960 – 1969 ·
1970 – 1979 ·
1980 – 1989 ·
1990 – 1999 ·
2000 – 2009 ·
2010 – 2019 ·
2020 – 2029
EK 2008 · 
EK 2012 · 
EK 2016 · 
EK 2020
WK 1938 ·
WK 1974 ·
WK 1978 ·
WK 1982 ·
WK 1986 ·
WK 2002 ·
WK 2006 ·
WK 2018
OS 1924 ·
OS 1936 ·
OS 1972 ·
OS 1976 ·
OS 1992
1921 · 
1922 · 
1923 · 
1924 · 
1925 · 
1926 · 
1927 · 
1928 · 
1929 · 
1930 · 
1931 · 
1932 · 
1933 · 
1934 · 
1935 · 
1936 · 
1937 · 
1938 · 
1939 · 
1940–1946 · 
1947 · 
1948 · 
1949 · 
1950 · 
1951 · 
1952 · 
1953 · 
1954 · 
1955 · 
1956 · 
1957 · 
1958 · 
1959 · 
1960 · 
1961 · 
1962 · 
1963 · 
1964 · 
1965 · 
1966 · 
1967 · 
1968 · 
1969 · 
1970 · 
1971 · 
1972 · 
1973 · 
1974 · 
1975 · 
1976 · 
1977 · 
1978 · 
1979 · 
1980 · 
1981 · 
1982 · 
1983 · 
1984 · 
1985 · 
1986 · 
1987 · 
1988 · 
1989 · 
1990 · 
1991 · 
1992 · 
1993 · 
1994 · 
1995 · 
1996 · 
1997 · 
1998 · 
1999 · 
2000 · 
2001 · 
2002 · 
2003 · 
2004 · 
2005 · 
2006 · 
2007 · 
2008 · 
2009 · 
2010 · 
2011 · 
2012 · 
2013 · 
2014 ·
2015 ·
2016 ·
2017 ·
2018 ·
2019 ·
2020 ·
2021
Albanië ·
Algerije ·
Andorra ·
Argentinië ·
Armenië ·
Australië ·
Azerbeidzjan ·
België ·
Bolivia ·
Bosnië en Herzegovina ·
Brazilië ·
Bulgarije ·
Canada ·
Chili ·
China ·
Colombia ·
Costa Rica ·
Cyprus ·
DDR ·
Denemarken ·
Duitsland ·
Ecuador ·
Egypte ·
Engeland ·
Estland ·
Faeröer · 
Finland ·
Frankrijk ·
Georgië ·
Gibraltar ·
Griekenland ·
Guatemala ·
Haïti ·
Hongarije ·
Ierland ·
India ·
Irak ·
Iran ·
Israël ·
Italië ·
Ivoorkust ·
IJsland ·
Japan ·
Joegoslavië ·
Kameroen ·
Kazachstan ·
Koeweit ·
Kroatië ·
Letland ·
Libië ·
Liechtenstein ·
Litouwen ·
Luxemburg ·
Marokko ·
Malta ·
Mexico ·
Moldavië ·
Montenegro ·
Nederland ·
Nieuw-Zeeland ·
Nigeria ·
Noord-Ierland ·
Noord-Korea ·
Noord-Macedonië ·
Noorwegen ·
Oekraïne ·
Oostenrijk ·
Peru ·
Portugal ·
Roemenië ·
Rusland ·
San Marino ·
Saoedi-Arabië · 
Schotland ·
Senegal ·
Servië ·
Servië en Montenegro · 
Singapore ·
Slovenië ·
Slowakije ·
Sovjet-Unie ·
Spanje ·
Thailand · 
Tsjechië ·
Tsjecho-Slowakije ·
Tunesië ·
Turkije ·
Uruguay ·
Verenigde Arabische Emiraten ·
Verenigde Staten ·
Wales ·
Wit-Rusland ·
Zuid-Afrika ·
Zuid-Korea ·
Zweden ·
Zwitserland
België (1982) ·
Colombia (2018) ·
Costa Rica (2006) ·
Duitsland (2006) ·
Duitsland (2008) ·
Duitsland (2016) ·
Ecuador (2006) ·
Frankrijk (1982) ·
Frankrijk (2022) ·
Griekenland (2012) ·
Italië (1982, 1) ·
Italië (1982, 2) ·
Japan (2018) ·
Kameroen (1982) ·
Kroatië (2008) ·
Noord-Ierland (2016) ·
Oostenrijk (2008) ·
Peru (1982) ·
Rusland (2012) ·
Senegal (2018) ·
Slowakije (2021) ·
Sovjet-Unie (1982) ·
Spanje (2021) ·
Tsjechië (2012) ·
Zweden (2021)